# Sequía en China de 2010-2011
La sequía en China de 2010 y 2011 fue un desastre natural que empezó a finales de 2010 e impactó ocho provincias en el norte de la República Popular China (RPC).  Fue la peor sequía para el país en 60 años, y afectó a la mayoría de las regiones que producen trigo en China.

## Sequía

### Causa
La sequía empezó tempranamente en septiembre de 2010 en algunas regiones, pero aun así la carencia extendida de lluvia y nieve empezó en octubre. La carencia de precipitaciones causó que la cubierta de nieve este más baja de lo normal, poniendo a los cultivos de trigo en riesgo de ser destruidos por las helada así como reduciendo la cantidad de humedad en la tierra.

### Efectos
Las provincias de Anhui, Gansu, Henan, Hubei, Jiangsu, Shaanxi, Shandong y Shaanxi fueron impactadas por la sequía. Así como destruyendo cultivos de trigo, la sequía causó escasez de agua para un estimados 2,31 millones de personas y 2,57 millones de ganado.  Dentro de las ocho provincias, el 20% de las tierras de cultivo y el 35% del cultivo de trigo fue afectado. Por febrero de 2011, la sequía le había pegado a un total de hasta 7.730.000 hectáreas de trigo de invierno que ya habían sido plantadas. Algunos lagos, incluyendo el Lago Hong en la provincia de Hubei, se secó significativamente,  siendo encogido a un octavo de área de su superficie normal y una quinta parte su profundidad habitual, obligando a 3.234 residentes locales a ser reubicados.
Según la Organización de las Naciones Unidas para la Alimentación y la Agricultura, el potencial con el cual la sequía afectó a la cosecha de trigo de China probablemente pudo ser un factor en el aumento del precio del trigo a nivel mundial a comienzos de 2011.
Por los inicios de junio, la sequía había afectado a 35 millones de personas, incluyendo a 4,2 millones por la escasez de agua. El daño económico había llegado a los 15 mil millones yuan (aproximadamente 2,3 mil millones USD), mientras varias provincias recurrieron a utilizar siembra de nubes para inducir lluvia artificial.
El 24 de junio, 3,65 millones de personas y 3,47 millones de cabeza de ganado se movían para beber agua en 
las regiones autónomas de Mongolia Interior y Ningxia y las provincias de Gansu y Shaanxi a pesar de las inundaciones en otras partes de China.

### Final
Durante los finales de febrero y los inicios de marzo, tres caídas de nieve o de lluvia impactaron mucho en el norte de China, dejando menos de una tercera parte del total de extensión de la producción de trigo todavía sin afectar.  La precipitación ocurrida sobre el trigo en tiempo de plantación a finales de 2010 le vino bien a las cosechas. Los riegos del gobierno y los esfuerzos para ayudar también contribuyeron a menoscabar el impacto de la sequía. Tian Qi Zhu, un experto en trigo de la Universidad Agrícola de Shandong, dijo el 7 de marzo que "exceptuando algunas áreas arriba en la región del cerro de Shandong donde todavía es insuficiente el agua, diría que la sequía esta bajo control."
A pesar de las inundaciones sucedidas en muchas regiones, el 20 de junio de 2011 un ministro del gobierno informó que la sequía todavía afectaba 4,81 millones de hectáreas en zonas no inundadas de las provincias de Hubei, Anhui, Jiangsu y algunos del norte.

## Cronología
- Sequía y tormentas de polvo en China de 2010 como antecedente de la sequía de 2010 y 2011.
- Inundaciones en China de 2010 antes de esta sequía.
- Esta sequía todavía estaba activa el 18 de junio de 2011 en algunas provincias del norte mientras en otros la sequía fue reemplazada por las inundaciones en China de 2011.[9]

## Respuesta
Por los comienzos de 2011, el gobierno chino había gastado casi $15 mil millones de dólares en efectivo por pagos a labradores y subsidios para reducir el precio de materiales como el diésel, los pesticidas y el fertilizante. El gobierno anunció en febrero de 2011 varias medidas para combatir los efectos de la sequía. El 11 de febrero,  esté anunciado que un mil millones de dólares sería gastados obteniendo agua para ser utilizada sobre los campos de trigo, incluyendo el perforado de aproximadamente 1.350 nuevos pozos y enviando personal de la Servicio Geológico de China y el 
Ministerio de Tierras y Recursos Naturales para intentar localizar nuevo reservas subterráneas de agua. Entre el 9 y 10 de febrero, la siembra de nubes había inducido lluvia sólida, resultando en 3 milímetros de nieve. Indirectamente, el gobierno dijo que la suba de los precios de algunos granos, fue para proporcionar ayuda a los labradores para así evitar una suba descomunal en los precios.
Algunos labradores afectados por la sequía criticaron al gobierno por no estar haciendo lo suficiente para apoyar la industria de la agricultura durante la sequía, o por dar ayuda demasiado tarde. Otros culparon las restricciones sobre la utilización de agua de fuentes seguras, usados para el fomento industrial o residencial, para frenar los crecientes efectos de la sequía en sus cultivos.